# Frank Emmelmann
Frank Emmelmann (República Democrática Alemana, 15 de septiembre de 1961) es un atleta alemán retirado especializado en la prueba de 100 m, en la que ha conseguido ser campeón europeo en 1982.

## Carrera deportiva
En el Campeonato Europeo de Atletismo de 1982 ganó la medalla de oro en los 100 metros, con un tiempo de 10.21 segundos, superando al italiano Pierfrancesco Pavoni y al polaco Marian Woronin (bronce con 10.28 segundos).
En el Campeonato Europeo de Atletismo de 1986 ganó la medalla de plata en los relevos 4x100 metros, con un tiempo de 38.64 segundos, llegando a meta tras la Unión Soviética y por delante de Reino Unido (bronce).